# Stazione di Barletta
La stazione di Barletta, situata in Piazza Francesco Conteduca, è la stazione principale del capoluogo ofantino, ubicata sulla linea ferroviaria Adriatica ed è il capolinea delle ferrovie Barletta-Spinazzola e Bari-Barletta, attualmente autosostituita, senza traffico.

## Strutture e impianti
La stazione dispone di un fabbricato viaggiatori a 3 piani che ospita diversi servizi tra cui biglietteria, sala d'attesa, posto di polizia ferroviaria, tabaccheria, edicola, bar e dirigenza del movimento.
Il piazzale conta 8 binari passanti per il servizio viaggiatori: i primi 6 (compreso il binario 1 tronco) sono usati dai convogli Trenitalia, mentre altri due sono compresi nella stazione di Barletta Centrale e sono utilizzati per il capolinea dei treni Ferrotramviaria in servizio sulla ferrovia Bari-Barletta. I binari sono serviti in totale da 4 marciapiedi con pensiline e sottopassaggi.
Sono inoltre presenti binari tronchi e passanti a servizio dello scalo merci, pressoché in disuso dalla soppressione del servizio per il porto: un apposito raccordo, soppresso, raggiungeva la stazione di Barletta Marittima.
Fra gli ulteriori fabbricati accessori è presente una rimessa locomotive.

## Movimento
Il traffico passeggeri di Barletta secondo RFI nel 2008 fu di 2,7 milioni di viaggiatori anche in seguito all'interscambio tra le diverse linee e tra treno e bus.
Nella stazione fermano tutti i treni regionali, InterCity e Frecciargento e quasi tutti i Frecciarossa, oltre che vari Italo. Inoltre è capolinea di tutti i treni per Spinazzola ferrovia autosostituita, senza traffico e per Bari (autosostituita da Barletta Centrale ad Andria Sud, per le ferrovie del Nord Barese).

## Servizi
L'impianto è classificato da RFI nella categoria gold; inoltre dispone di:
- Biglietteria a sportello
- Biglietteria automatica
- Sala d'attesa
- Servizi igienici
- Posto di Polizia ferroviaria
- Bar
- Negozi

## Interscambi
Presso la stazione è possibile utilizzare i seguenti interscambi:
- Stazione/Fermata ferroviaria (Barletta Centrale FNB)
- Fermata autobus
- Stazione taxi